# Tomofumi Naitō
Tomofumi Naitō (japanisch 内藤 智文 Naitō Tomofumi; * 22. Februar 1993 in der Stadt Chōfu, Präfektur Tokio) ist ein japanischer Skispringer.

## Werdegang
Naitō nahm am 8. März 2009 erstmals in Sapporo an einem FIS-Springen teil. Im Jahr 2017 sprang er viermal im FIS Cup und erreichte als beste Platzierung einen 11. Rang in Râșnov. Am 16. September 2017 debütierte Naitō in Trondheim im Continental Cup und holte eine Woche später erstmals Punkte in dieser Wettkampfserie. Im darauf folgenden Februar gab er in Willingen sein Weltcupdebüt, nahm danach aber zunächst nur noch im Rahmen der nationalen Gruppe bei Springen in Sapporo bzw. im Grand Prix 2018 in Hakuba teil.
Am 30. Juli 2023 holte er seine ersten Grand-Prix-Punkte.
Den FIS-Cup 2023/24 beendete er auf Rang 73, seinem bis dahin besten Ergebnis in dieser Wettkampfserie.

## Erfolge

### Continental-Cup-Siege im Einzel
| Nr. | Datum            | Ort         | Typ           |
| --- | ---------------- | ----------- | ------------- |
| 1.  | 8. Dezember 2024 | Zhangjiakou | Normalschanze |

## Statistik

### Grand-Prix-Platzierungen
| Saison | Platz | Punkte |
| ------ | ----- | ------ |
| 2023   | 016.  | 125    |

### Continental-Cup-Platzierungen
| Saison  | Platz | Punkte |
| ------- | ----- | ------ |
| 2017/18 | 115.  | 029    |
| 2018/19 | 120.  | 019    |
| 2019/20 | 131.  | 015    |
| 2022/23 | 089.  | 028    |
| 2023/24 | 018.  | 116    |

### Schanzenrekorde
| Schanze                | Ort    | Land  | Weite   | aufgestellt am   | Rekord bis |
| ---------------------- | ------ | ----- | ------- | ---------------- | ---------- |
| Hakuba-Schanzen (K120) | Hakuba | Japan | 140,5 m | 20. Oktober 2024 | aktuell    |